# Escuadrón II de Transporte Aéreo
El Escuadrón II de Transporte Aéreo es una unidad de la Fuerza Aérea Argentina perteneciente al Grupo 1 de Transporte Aéreo, I Brigada Aérea. Su base es el aeropuerto El Palomar.

## Historia
Fue creado en 1951 con una dotación de aviones Douglas DC-3.
En 1975, el escuadrón incorporó el primero de un total de seis F28 MK1000 incorporados en ese año.
El Escuadrón II trasladó al papa Juan Pablo II durante su gira por la Argentina en 1978. Al año siguiente, transportó a la selección de fútbol sub-20 de Argentina que triunfó en la Copa Mundial de Fútbol Juvenil de 1979.

### Guerra de las Malvinas

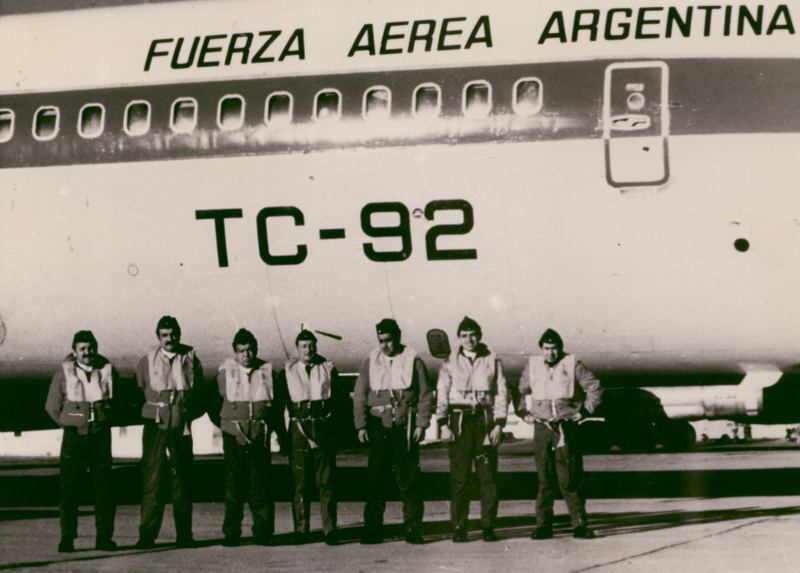
El TC-92 y su tripulación

El Escuadrón II participó intensamente de las operaciones aéreas durante la guerra de las Malvinas. La unidad tenía dos Boeing 707 —TC-91 y TC-92— en servicio. Tras la Operación Rosario, uno de estos aviones trasladó al gobernador británico Rex Hunt y sus militares a Uruguay. Después, el escuadrón se incorporó al Grupo de Tareas 17, a las órdenes de la Jefatura de Inteligencia Naval, que asumió la conducción de las operaciones de inteligencia el 20 de abril de 1982. Los Boeing de la FAA integraron el Elemento de Tareas 17.1 incorporando en cada vuelo un oficial aviador naval y un militar fotógrafo proveniente de la jefatura. El objetivo era localizar y determinar la composición de la flota británica, que había zarpado de Gran Bretaña y se dirigía a las islas Malvinas. Para desempeñar tal tarea, los 707 solamente contaban con radares meteorológicos, por lo que debía confirmar visualmente los contactos con el riesgo que ello implicaba. Para planificar las navegaciones, los militares contaron con el asesoramiento de pilotos de Aerolíneas Argentinas.
El primer vuelo se cumplió el 21 de abril con el Boeing 707 matrícula TC-91, que reconoció a la fuerza naval británica en 19°39′S 21°35′O / -19.650, -21.583, a las 12:38Z. El avión tomó fotografías de los buques y emprendió el regreso al continente. A las 12:50Z, un avión Harrier británico se aproximó al Boeing. Ambos se fotografiaron hasta que el jet inglés regresó a su barco.
Entre el 22 y el 24 de abril, los TC-91 y TC-92 completaron otros cuatro vuelos en los que nuevamente dio con barcos ingleses con rumbo a las Malvinas. Lo hicieron, en las posiciones 21°40′S 21°15′O / -21.667, -21.250, 23°32′S 24°50′O / -23.533, -24.833, 25°00′S 23°05′O / -25.000, -23.083. Nuevamente, y en cada uno de esos vuelos, los cazas británicos interceptaron a lo Boeing. En el quinto vuelo, realizado el 25 de abril, el avión argentino simuló hacer un vuelo de línea proveniente desde Sudáfrica. Igualmente, fue interceptado, aunque los jets nunca abrieron fuego. Finalizado esta última salida, la Fuerza Aérea Argentina replegó sus aviones a Buenos Aires.

### Posguerra

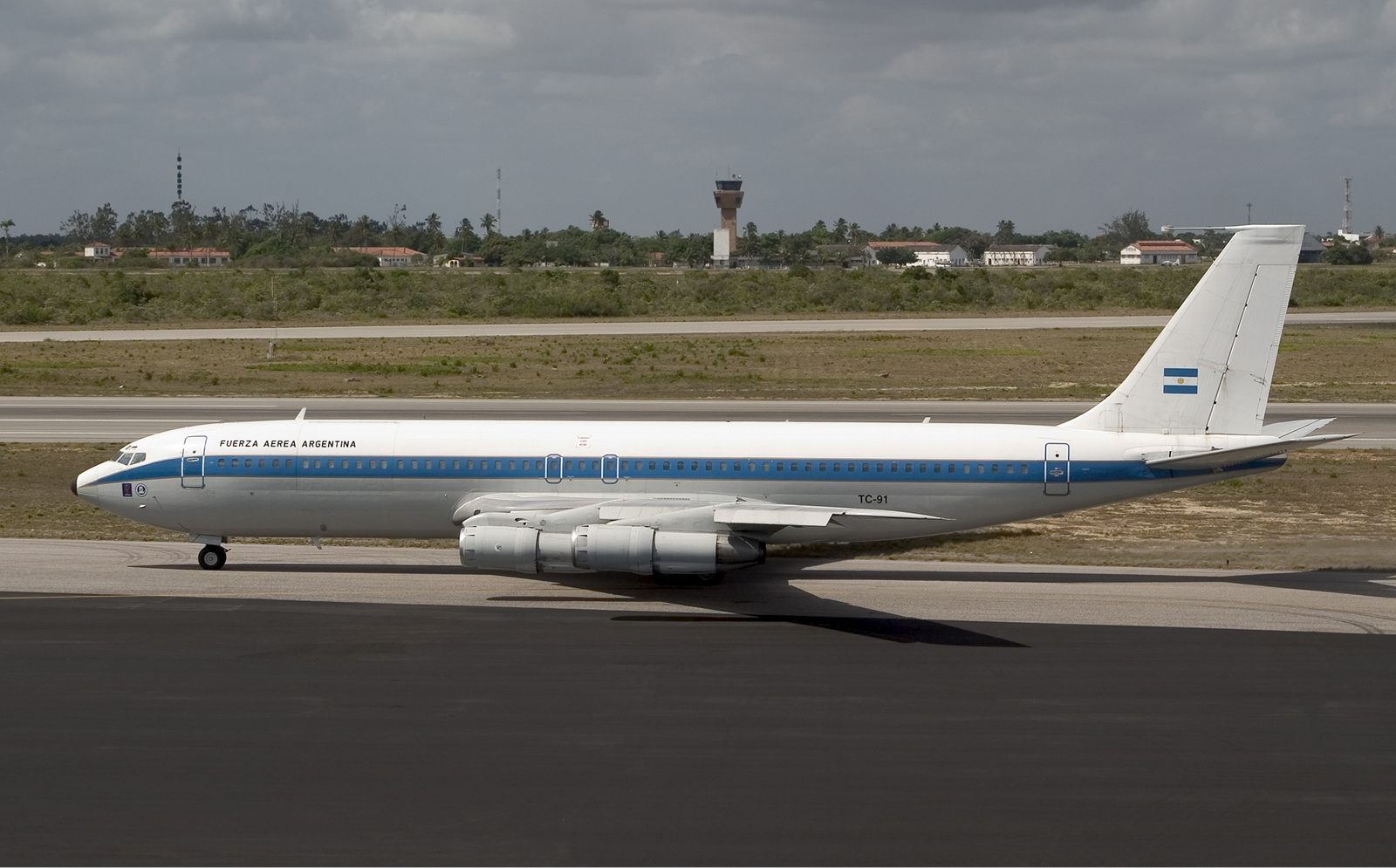
El TC-91

A fines de 1982, se creó el Escuadrón V Boeing 707, separando a estos aviones en una unidad apartada.

## Equipamiento Actual
- Fokker F28 (3).[18]
- Embraer ERJ-140LR (2). [19]